# 托洛萨讷新城
托洛萨讷新城（法語：Villeneuve-Tolosane，法語發音：[vilnœv tɔlozan]）是法国上加龙省的一个市镇，属于图卢兹区。

## 地理
托洛萨讷新城（43°31'25"N, 1°20'30"E）面积5.08 平方千米，位于法国奧克西塔尼大區上加龙省，该省份为法国西南部内陆省份，西南端与西班牙接壤，自此顺时针与上比利牛斯省、热尔省、塔恩-加龙省、塔恩省、奥德省和阿列日省接壤。
与托洛萨讷新城接壤的市镇（或旧市镇、城区）包括：屈尼欧、弗鲁赞、图什河畔普莱桑斯、加龙河畔波尔泰、罗克。

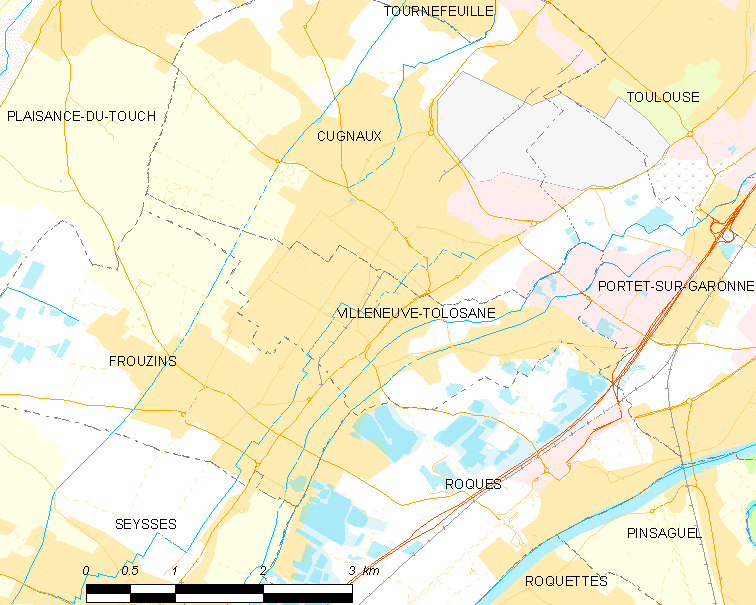
托洛萨讷新城的OSM定位图

托洛萨讷新城的时区为UTC+01:00、UTC+02:00（夏令时）。

## 行政
托洛萨讷新城的邮政编码为31270，INSEE市镇编码为31588。

## 政治
托洛萨讷新城所属的省级选区为图尔讷弗耶县。

## 人口

1962-2008年间托洛萨讷新城人口变化图示

托洛萨讷新城于2022年1月1日时的人口数量为10704人。